# Lebia atriceps
Lebia atriceps är en skalbaggsart som beskrevs av Leconte. Lebia atriceps ingår i släktet Lebia och familjen jordlöpare. Inga underarter finns listade i Catalogue of Life.